# Odovanie
Odovania (în greacă: ἀπόδοσις (apodosis); în slavonă: отдание (otdaniye))  sau încheierea unei sărbători este ultima zi în care aceasta mai este prăznuită în Biserică în cursul unui an liturgic. Cel mai adesea, ea vine să încheie o perioadă de prăznuire prelungită. În ziua în care se face odovania unui praznic, se slujesc din nou majoritatea cântărilor și rugăciunilor liturgice specifice sărbătorii respective. 
Sfintele Paști și majoritatea sărbătorilor mari și mijlocii au odovanie (a se vedea articolul despre prăznuirea prelungită pentru datele odovaniilor fiecărui praznic).
În plus, patru sărbători mici mai au odovanie, după cum urmează:
- Sf. Dimitrie Izvorâtorul de Mir (26 octombrie), cu odovania pe 27 octombrie;
- Nașterea Înaintemergătorului Ioan (24 iunie), cu odovania pe 25 iunie;
- Sf. Petru și Pavel (29 iunie), cu odovania pe 30 iunie;
- Tăierea capului Sf. Ioan Botezătorul (29 august), cu odovania pe 30 august.

## A se vedea și
- Dupăprăznuire
- Înainteprăznuire

## Sursă
- en:Leavetaking, după Website of the St. Raphael Clergy Brotherhood of the Diocese of Wichita and Mid-America Arhivat în 25 decembrie 2008, la Wayback Machine.